# 原盤権
原盤権（げんばんけん）とは、一般に、音楽を録音、編集して完成した音源（いわゆる原盤、マスター音源）に対して発生する権利のこと。著作隣接権の一つである。
日本の著作権法では、「レコード製作者の権利」（第96条 - 第97条の3）として規定されている。また本権利に関する国際条約として、許諾を得ないレコードの複製からのレコード製作者の保護に関する条約が存在する。

## 概要
音楽をレコードやCD、音楽配信などの形で販売するためには、対象となる音楽を録音する作業に加え、録音レベルの調整やエフェクトの追加などの多くの作業（いわゆるマスタリング）が必要となる。その際、演奏者や歌手などの実演家、音楽の編集作業を行うマスタリング・エンジニアなど、多くの人間が作業に関わり、それらの作業に伴う多額の費用が発生する。このような作業に必要な費用を負担する代わりに、最終的に完成した原盤に関する権利を取得する仕組みとして生まれたものが原盤権である。
原盤の制作に当たっては、実演家が所属する芸能事務所や音楽出版社、あるいは実演家と契約を結んだレコード会社などが費用を負担することが多いため、原盤権もそれらの企業が保有するケースが大半である。ただし、大瀧詠一のように、原盤権を実演家が自ら保有する例もある（大滝は未発表音源のマスターテープを消去もしくは消却すると言うレコード会社の原盤管理の方針に疑問を終生抱いていた。ミュージシャン側に同意を得ずにレコード化しないからと、未発表音源のマスターテープを消去もしくは消却すると言うレコード会社の方針が気に入らなかった可能性もある。暗にアーティストにとっては未発表音源もレコード化した音源と同じく愛着がある事を示している。）。
原盤権は、基本的に楽曲の著作権（出版とも呼ばれる）とは独立している。例えば、ある楽曲の著作権を持つ歌手がレコード会社を移籍した場合でも、旧所属のレコード会社は、自身が原盤権を持っている音源については、CDなどを発売することができ、実際にそのようになるケースも多い。この場合、旧所属のレコード会社は、自社の権利を正当に行使しているに過ぎず、商行為としては普通のことだが、歌手側としては自らに無断で自分の作品を販売されることから、レコード会社との間で感情的な行き違いに発展するケースもある。近年、特にロック・ポップス系のベストアルバムの発売において、このような問題が発生することが目立っている。
- スピッツのベストアルバム『RECYCLE Greatest Hits of SPITZ』は、バンドが所属するロード＆スカイが原盤権を保有しているにもかかわらずポリドール（現ユニバーサルミュージック）が売上増を図るため、メンバーおよび事務所の許可を得ないまま発売を強行したものである。同様の例としては、B'zの『Flash Back-B'z Early Special Titles-』や、DREAMS COME TRUEの『BEST OF DREAMS COME TRUE』などが挙げられる。
- 山下達郎がRVC（現ソニー・ミュージックレーベルズ・アリオラジャパン）時代に発売した楽曲は、現在もBMG JAPAN→アリオラジャパンが原盤権を保有しているため、ソニー・ミュージックレーベルズから発売されている。ただし、2002年以降の再発売ではリマスタリングやボーナストラックの選曲などは山下本人の監修で行われている。シングル『RIDE ON TIME』は、2003年に再発された際もMOON RECORDS（ワーナーミュージック・ジャパン）ではなくアリオラジャパン（当時はBMGファンハウス）から発売された。
- 森川美穂は、バップからデビューした当時は原盤権を当時の所属事務所であったヤマハ音楽振興会が保有していたため（移籍後の曲の一部も原盤権を保有）、東芝EMIへの移籍と同時にバップ時代のシングル・アルバムが全て廃盤となった（バップ時代の楽曲はのちに原盤貸与により東芝EMIから再発売された）。
- 上述のヤマハを始め、1960年代後半以降ホリプロ・渡辺プロダクション・ジャニーズ事務所・バーニングプロダクション・ライジングプロダクションなどの大手芸能事務所は自社あるいは子会社・グループ会社で原盤を制作・保有し、レコード会社と原盤供給契約をした上で発売しているが、レコード会社と権利を共有し、かつレコード会社側の権利が優先される場合を除き、原盤供給契約満了後に廃盤になるケースが多い。1990年代以降、ジャニーズ事務所を始めアミューズ・ビーイング・アップフロントグループ・烏龍舎・オフィスオーガスタなどが自社で原盤権を保有するメリットを活かし、自前のレコード会社やメジャーレコード会社と提携してレーベルを設立するケースがある。
- 近年では矢沢永吉・氷室京介・YOSHIKI・GLAY・THE YELLOW MONKEY・吉川晃司・長渕剛・ DREAMS COME TRUE・小沢健二の様に、アーティスト側で原盤権を保有するケースが多くなっている。

近年ではiTunes Storeなどの配信サイトに於いてもダウンロード配信やストリーミングが行われるようになってきているが、ベストアルバムやコンピレーション・アルバムは原盤権の保有者が楽曲によっては異なる場合も多いため、配信が行われなかったり、一部の収録曲を省いて配信するケースが多い。また収録されている場合、その楽曲はバンドル形式、つまりアルバムなどの作品ごとの購入でしか入手できないことが多い。